# Tawny Cypress
Tawny Cypress (* 8. August 1976 in Point Pleasant, New Jersey) ist eine US-amerikanische Schauspielerin.

## Leben
Von 2000 bis 2004 war sie mit Bill Charles verheiratet; sie haben ein Kind.
Im Jahr 2006 spielte Cypress in der NBC-Fernsehserie Heroes die Kunsthändlerin Simone Deveaux. Weitere Rolle, vor allem für das Fernsehen, folgten. Ihr Schaffen umfasst mehr als 40 Produktionen. Ihr längstes Engagement hatte sie von 2013 bis 2014 in der Serie Unforgettable.

## Filmografie (Auswahl)
Filme
- 1999: Stalker Guilt Syndrome
- 2000: Es begann im September (Autumn in New York)
- 2006: World Trade Center
- 2009: Gesetz der Straße – Brooklyn’s Finest (Brooklyn’s Finest)
- 2011: Remains of the Walking Dead
- 2013: Home
- 2019: Inez & Doug & Kira

Fernsehserien
- 2000–2005: Third Watch – Einsatz am Limit (Third Watch)
- 2001–2002: 100 Centre Street
- 2003: All My Children
- 2005: Jonny Zero
- 2006–2007: Heroes
- 2007–2008: K-Ville
- 2008: Army Wives
- 2012:	Good Wife (The Good Wife, Folge S04E01: Verkehrskontrolle (I Fought The Law))
- 2013: House of Cards
- 2013–2014: Unforgettable
- 2017: The Blacklist: Redemption
- 2020: Lincoln Rhyme: Der Knochenjäger (Lincoln Rhyme: Hunt for the Bone Collector)
- seit 2021: Yellowjackets
- 2022: The Equalizer – Schutzengel in New York (The Equalizer)